# Jardine-River-Nationalpark
Der Jardine-River-Nationalpark ist ein 2370 Quadratkilometer großer Nationalpark im äußersten Norden der Kap-York-Halbinsel in Queensland, Australien.

## Lage
Der Park liegt etwa 900 Kilometer nördlich von Cairns und 200 Kilometer nordöstlich von Weipa. Er kann mit Allradfahrzeugen über die Peninsula Developmental Road und die Telegraph Road erreicht werden. Die Telegraph Road bildet gleichzeitig die westliche Grenze des Parks. 10 Kilometer nach der Querung des Jardine River zweigt ein Track in den östlichen Teil des Nationalparks ab. Im Süden grenzt der Park an das Heathlands Resources Reserve, im Norden an das Jardine River Resources Reserves, zusammen bilden sie ein fast 4000 Quadratkilometer großes Schutzgebiet, das vom Queensland Parks and Wildlife Service, in Zusammenarbeit mit Aborigines geführt wird.
Vor der Küste liegen die Nationalparks Denham Group und Saunders Islands.

## Geschichte
Die Kap-York-Halbinsel ist seit Jahrtausenden die Heimat von Aborigines. Im Bereich des Nationalparks leben die Gruppen der Atambaya, Angkamuthi, Yadhaykenu, Gudang und Wuthathi. 1770 erreicht mit James Cook der erste Europäer die Kap-York-Halbinsel mit dem Schiff. Knapp 80 Jahre später erkundet Edmund Kennedy 1848, erstmals auf dem Landweg, die Gegend, wird aber am Escape River im Norden des Parks getötet. 1865 folgen die Jardine Brüder, 1880 der Geologe Robert Logan Jack, der bei Captain Billy Landing auf eine Gruppe von Aborigines traf.